# Ampelophilus
Ampelophilus is een geslacht van rechtvleugeligen uit de familie veldsprinkhanen (Acrididae). De wetenschappelijke naam van dit geslacht is voor het eerst geldig gepubliceerd in 1924 door Hebard.

## Soorten
Het geslacht Ampelophilus omvat de volgende soorten:
- Ampelophilus coeruleus Descamps & Rowell, 1984
- Ampelophilus meridionalis Bruner, 1908
- Ampelophilus olivaceus Giglio-Tos, 1897
- Ampelophilus truncatus Rehn, 1905